# 이시게역
이시게역(일본어: 石下駅)은 일본 이바라키현 조소시에 위치한 간토 철도 조소 선의 철도역이다. 상대식 승강장 2면 2선의 구조를 갖춘 지상역이다.

## 타는 곳
| 1 | ■ 조소 선 | 하행 | 시모다테 방면        |
| 2 | ■ 조소 선 | 하행 | 모리야 · 도리데 방면 |

## 이용 현황
| 연도   | 1일 평균 승차 인원 |
| ------ | ------------------ |
| 2005년 | 348                |
| 2006년 | 381                |
| 2007년 | 427                |
| 2008년 | 455                |
| 2009년 | 440                |
| 2010년 | 433                |
| 2011년 | 420                |
| 2012년 | 433                |
| 2013년 | 409                |
| 2014년 | 418                |

## 역 주변
- 조소 시청 이시게 청사
- 종합 복지 센터

## 인접 역
| 간토 철도 ■ 조소 선      | 간토 철도 ■ 조소 선 | 간토 철도 ■ 조소 선    |
| ------------------------ | ------------------- | ---------------------- |
| 미쓰카이도 도리데 방면   | 쾌속                | 시모쓰마 시모다테 방면 |
| 미나미이시게 도리데 방면 | 보통                | 다마무라 시모다테 방면 |